# Институт мировой экономики Петерсона
Институт мировой экономики Петерсона, называемый также институт международной экономики (англ. Peterson Institute for International Economics) — частный, некоммерческий, научно-исследовательский институт по вопросам международной экономической политики. Получил название в честь известного американского экономиста, политика, бизнесмена, миллиардера Питера Джорджа Петерсона, который является председателем совета этого института.
Институт является одним из наиболее известных аналитических центров в области изучения проблем мировой экономики.
В сферу исследований института входят глобальные макроэкономические вопросы, международные финансы, международная торговля и связанные с этим социальные вопросы, энергетические проблемы и проблемы окружающей среды, инвестиции, вопросы государственного регулирования экономики, конкурентоспособности США и других стран и другие вопросы. Приоритетной является тематика, связанная с мировым финансовым и экономическим кризисом. Исследования, проводимые институтом охватывают все регионы земного шара, и в особенности Азии, Европы, Латинской Америки, Ближнего Востока. Значительное внимание уделяется изучению проблем взаимодействия США со странами БРИКС.
Результаты исследований используют правительство, законодательные органы власти, бизнес, международные организации, неправительственные организации, научные организации, университеты. Результаты исследований и выступления сотрудников цитируют средства массовой информации США больше, чем какого-либо другого аналогичного учреждения.